# Manio Emilio Lepido (console 11)
Manio Emilio Lepido, in latino Manius Aemilius Lepidus, (29 a.C. ca.), è stato un politico romano.

## Biografia
Lepido era figlio di Quinto Emilio Lepido e nipote di Marco Emilio Lepido, il triumviro. La madre era una Cornelia, figlia di Fausto Cornelio Silla e Pompea.
Ricoprì la carica di console nell'11 d.C. insieme a Tito Statilio Tauro.
Difese poi in un processo nel 20 la sorella Emilia Lepida, che era stata fidanzata con Lucio Cesare e ora moglie del suo accusatore Publio Sulpicio Quirinio.
L'anno successivo (nel 21), fu nominato governatore d'Asia: al momento della selezione, Sesto Pompeo lo definì, secondo Tacito, socors, inops et maioribus suis dedecorus, ma il Senato mitem magis quam ignavum, paternas ei angustias, et nobilitatem sine probro actam honori quam ignominiae habendam ducebat.
Ebbe probabilmente una figlia di nome Emilia Lepida, che sposò il futuro imperatore Servio Sulpicio Galba, console nel 33 d.C.